# Mareile Flitsch
Mareile Flitsch (* 7. Januar 1960 in Münster, Westfalen) ist eine deutsche Ethnologin und Sinologin. Sie ist eine Tochter des organischen Chemikers Wilhelm Flitsch.

## Leben und Wirken

### Ausbildung und Studium
Nach dem Abitur 1978 am Annette-von-Droste-Hülshoff-Gymnasium studierte Mareile Flitsch bis 1980 Ethnologie und Sinologie an der Westfälischen Wilhelms-Universität in Münster, von 1980 bis 1982 Sinologie an der Sorbonne Nouvelle in Paris und Ethnologie an der Universität Paris X in Nanterre (Abschlüsse: Licence in Sinologie, Maîtrise in Ethnologie, Titel der Abschlussarbeit: „Les Li de l’île de Hainan, une société traditionnelle dans le groupe ethno-linguistique Tai-Kadai“), von 1982 bis 1985 Erzählforschung und chinesische Volkskunde an der Liaoning-Universität in Shenyang (Volksrepublik China) und von 1985 bis 1990 Sinologie (bei Professor Erling von Mende) und Ethnologie (bei Georg Pfeffer) an der Freien Universität in Berlin. 1990 promovierte sie bei Erling von Mende mit der Arbeit „Der Ginsengkomplex in den han-chinesischen Erzähltraditionen des Jiliner Changbai-Gebietes“. 2001 habilitierte sie sich, ebenfalls bei von Mende, mit der Arbeit „Der Kang. Eine Studie zur materiellen Alltagskultur bäuerlicher Gehöfte in der Manjurei“.

### Tätigkeiten
Von 1990 bis 1994 arbeitet sie als wissenschaftliche Mitarbeiterin am Ostasiatischen Seminar der FU Berlin im VW-Forschungsprojekt „Handbuch der bäuerlichen Kultur Liaonings“. Von 1995 bis 2000 forschte sie mit einem Habilitationsstipendium der Deutschen Forschungsgemeinschaft zum Thema „Haus und Hof in der Manjurei“. Von 2002 bis 2005 leitete sie im Rahmen des von der Volkswagenstiftung finanzierten Projekts „Geschichte und Ethnologie der Alltagstechniken Chinas“ eine Forschergruppe. Dieses Projekt war an der „China-Arbeitsstelle“ der TU Berlin angesiedelt, deren Leitung sie 2005 übernahm und bis März 2008 innehatte. Im Herbstsemester 2005 war sie Gastdozentin an der Jiaotong-Universität Shanghai, im Sommersemester 2008 Gastprofessorin am Institut für Ethnologie der FU Berlin. Von August 2008 bis Januar 2025 war sie Professorin am Ethnologischen Seminar der Universität Zürich und Direktorin des Völkerkundemuseums der UZH (Nachfolge Michael Oppitz). Mit Ablauf des Januar 2025 wurde sie mit Erreichen der Altersgrenze emeritiert.

### Arbeitsschwerpunkte und Feldforschungen
Im Mittelpunkt der ethnologischen Forschung und Lehre von Mareile Flitsch steht die Technikethnologie mit den Schwerpunkten Kulinaristik, Populararchitektur, praktisches Wissen und Körpertechniken. Hinzu kommen „materielle Kultur“ (als eher klassische Disziplin der Museumsethnologie), Wissensgeschichte, Wissenschaftsgeschichte, Oralität und Literalität und Erzählforschung. Ihre zahlreichen Feldforschungen unternahm sie überwiegend in den ländlichen Gebieten Nordostchinas, insbesondere in den Provinzen Jilin und Liaoning und in der Region von Hulun Buir in der Inneren Mongolei. In jüngerer Zeit kamen Forschungsreisen zu den Salar nach Xunhua in Qinghai und nach Gulja in Xinjiang hinzu.

## Schriften (Auswahl)
- Der Ginsengkomplex in den han-chinesischen Erzähltraditionen des Jiliner Changbai-Gebietes. Erfassung, Darstellung und Analyse der Jiliner Ginsengerzählungen unter Verwendung selbst gesammelten Materials und unter besonderer Berücksichtigung der Volksliteratur- und Volkskundeforschung Jilins 1949–1988. Europäische Hochschulschriften 19, 23. Frankfurt/M.: Lang 1994. ISBN 978-3-631-46958-3.
- The Suobo Staff in Custom and Tale. Ginseng Seekers’ Material Culture in Jilin Han Folk Literature. In: Techniques et culture No. 29, pp. 41–65. Paris 1997.
- Yi shi zhu xing und qiyong, fünf Grundbedürfnisse des Menschen. Die fengsu-Abteilungen der Lokalchroniken Nordost-Chinas und ihre Darstellung materieller Kultur. In: Bochumer Jahrbuch zur Ostasienforschung 22, 1998. S. 193–214.
- Vor dem „Auge der Schwiegermutter“. Zur materiellen Alltagskultur der Frauen im ländlichen Nord- und Nordost-China. In: Monika Übelhör (Hg.): Frauenleben im traditionellen China. Grenzen und Möglichkeiten einer Rekonstruktion. Beiträge zu einem Symposium des Fachgebietes Sinologie der Philipps-Universität Marburg. Schriften der Universitätsbibliothek Marburg Bd. 94, S. 182–209. Marburg 1999.
- Papercut Stories of the Manchu Woman Artist Hou Yumei. In: Asian Folklore Studies, Vol. 58, S. 353–375. Nagoya 1999.
- Balance und kleine Schritte. Die Deformierung der Füße und der Alltag chinesischer Frauen im China der Jahrhundertwende. In: Monika Übelhör (Hg.): Zwischen Tradition und Revolution. Lebensentwürfe und Lebensvollzüge chinesischer Frauen an der Schwelle zur Moderne. Schriften der Universitätsbibliothek Marburg, Bd. 107, S. 227–252. Marburg 2001.
- Mündliche Überlieferungen und die Problematik ihrer Aufzeichnung in der VR China. In: Oriens Extremus, Heft 43, S. 221–236. Hamburg 2002.
- Der Kang. Eine Studie zur materiellen Alltagskultur bäuerlicher Gehöfte in der Manjurei. Reihe: Opera Sinologica. Wiesbaden: Harrassowitz 2004. ISBN 978-3-447-05000-5.
- Fuß und Schuh – Technikethnologische Überlegungen zur Präsentation von materieller Kultur in Museumsausstellungen. In: Graf, Bernhard u. Müller, Astrid B. (Hrsg.): Ausstellen von Kunst und Kulturen der Welt. Tagungsband. Mitteilungen und Berichte aus dem Institut für Museumskunde SMB, Nr. 30, S. 26–41. Berlin 2005.
- On the Representation of Peasant Agricultural Technology in Liaoning Gazetteers of the 1930s: The Section on Agriculture in the Fengtian tongzhi. In: Vogel, Hans Ulrich and Moll-Murata, Christine and Gao Xuan (Eds.): Studies on Ancient Chinese Scientific and Technical Texts. Proceedings of the 3rd ISACBRST, March 31 – April 3, 2003, Tübingen, Germany. Zhengzhou: Elephant Press 2006, S. 286–300.
- „Westküche mit Eßstäbchen“ – Überlegungen zur sozial-technischen Wahrnehmung der Welt im modernen chinesischen Alltag. In: Siebert, Martina und Kolb, Raimund (Hrsg.): Über Himmel und Erde. Festschrift für Erling von Mende. Wiesbaden: Harrassowitz 2006, S. 127–151.
- (Co-Autorin) Traditionelles Bauen und Wohnen der Salar in Nordwest-China. In: Archäologische Mitteilungen aus Iran und Turan 39, S. 128–234. Berlin: Reimer 2008.
- Vom Kickfederball zum Frauensport: Chinas Frauen am Ende der Ära des Füßebindens. In: Bockrath, Franz u. Boschert, Bernhard u. Franke, Elk (Hrsg.): Körperliche Erkenntnis: Formen reflexiver Erfahrung, S. 229–246. Bielefeld 2008. ISBN 978-3-89942-227-6.
- Technikethnologie Chinas: eine Standortbestimmung. In: Technikgeschichte 75(2), S. 83–99. Berlin: edition sigma 2008.
- Body – posture – tool: anthropological reflections on the depiction of body-artefact relationships in Chinese folk art. In: Zielinski, Siegfried u. Fürlus, Eckhard (Hrsg.): Variantology 3: On deep time relations of arts, sciences and technologies in China and elsewhere. Köln 2008, S. 191–210. ISBN 978-3-86560-366-1.
- Knowledge, embodiment, skill and risk: anthropological perspectives on women’s everyday technologies in rural northern China. In: East Asian Science, Technology and Society: An International Journal 2(2), S. 265–288. Durham, Dordrecht: Springer 2008.
- 中国的技术民族学: 一种所在地规定. Zhongguo de jishu minzu xue: yi zhong suozai de guiding (Chinese Anthropology of Technology: An Introduction). In: Zhang, Baichun u. Li, Chenzhi: 技术的人类学，民俗学与工业考古学研究 Jishu de renleixue, minsuxue yu gongye kaogu xue yanjiu (Studies in the History of Technology: New Perspectives from Anthropology, Folklore and Industrial Archaeology), S. 15–26. Beijing 2009.
- Hesitant hands on changing tables: Negotiating dining patterns in diaspora food culture transfer. In: Asiatische Studien / Études Asiatiques 65(4), S. 969–984. Frankfurt/M., Bern 2011.

In der von Mareile Flitsch im Harrassowitz-Verlag herausgegebenen Reihe „Alltagskulturen Chinas“ erschienen bisher fünf Bände, vier davon Abschlussarbeiten eigener Studentinnen:
- Altner, Diana: Die Verkleinerung der Yakhautboote. Fischerkulturen in Zentral- und Südtibet im sozioökonomischen Wandel des modernen China. 2009. ISBN 978-3-447-05903-9.
- Wu, Xiujie: Ein Jahrhundert Licht. Eine technikethnologische Studie zur Beleuchtung im chinesischen ländlichen Alltag. 2009. ISBN 978-3-447-05999-2.
- Grothmann, Kerstin: Die Arshe. Arbeitslieder aus dem traditionellen tibetischen Bauhandwerk. 2011. ISBN 978-3-447-06453-8.
- Hopf, Iris: Uniform in der Kulturrevolution? Über den Zusammenhang von Schnitttechnik und Ideologie im China der 1960er und 1970er Jahre. 2011. ISBN 978-3-447-06545-0.
- Kaufmann, Lena: Mala tang. Alltagsstrategien ländlicher Migranten in Shanghai. 2011. ISBN 978-3-447-06522-1.

In der Reihe opera sinologica (Harrassowitz-Verlag), in der schon ihre Habilitation erschienen war, gab sie 2008 die von Rainer Schwarz angefertigte Übersetzung eines Werks des sowjetischen Sinologen Vladimir Sergeevič Starikov heraus: Die materielle Kultur der Chinesen in den Nordostprovinzen der VR China (ISBN 978-3-447-05639-7; Originalausgabe: Moskau 1967).